# Цыремпилова, Гомбо-Цырен Гончиковна
Гомбо-Цырен Гончиковна Цыремпилова — советский хозяйственный, государственный и политический деятель, Герой Социалистического Труда.

## Биография
Родилась в 1930 году в Бурят-Монгольской АССР. Член ВКП(б).
С 1945 года — на хозяйственной, общественной и политической работе. В 1945—1985 гг. — чабан, старший чабан колхоза «Коммунизм» Джидинского района Бурятской АССР, передовик производства, ведущий овцевод Бурятской АССР в 1971 году, получившая 140 ягнят от 100 овцематок, почётный гражданин Республики Бурятия.
Указом Президиума Верховного Совета СССР от 22 марта 1966 года присвоено звание Героя Социалистического Труда с вручением ордена Ленина и золотой медали «Серп и Молот».
Избиралась депутатом Верховного Совета РСФСР 6-го, 7-го, 8-го, 9-го созывов.